# Musonycteris harrisoni
Musonycteris harrisoni (Schaldach & McLaughlin, 1960) è un pipistrello della famiglia dei Fillostomidi, unica specie del genere Musonycteris (Schaldach & McLaughlin, 1960), endemico del Messico.

## Etimologia
L'epiteto generico deriva dalla combinazione di Musa, riferito al genere di piante a cui appartiene la banana e dal suffisso greco -nycteris, ovvero pipistrello, con chiara allusione al suo esclusivo regime alimentare. Il termine specifico è invece dedicato ad Ed N.Harrison, il quale contribuì alle ricerche sul campo effettuate in Messico da uno dei due scopritori.

## Descrizione

### Dimensioni
Pipistrello di piccole dimensioni, con la lunghezza della testa e del corpo tra 70 e 79 mm, la lunghezza dell'avambraccio tra 41 e 43 mm e la lunghezza della coda tra 8 e 12 mm.

### Caratteristiche craniche e dentarie
Il cranio ha un rostro notevolmente allungato, circa tre quarti della lunghezza totale, e la scatola cranica rotonda. I denti masticatori sono piccoli. Gli incisivi superiori esterni sono piccoli e separati da quelli più interni. Le ossa nasali sono rialzate, allungate e con i bordi paralleli.
Sono caratterizzati dalla seguente formula dentaria:

### Aspetto
Il colore generale del corpo è bruno-grigiastro con la base dei peli giallastra o bianca, più chiaro sulla groppa, le spalle e le parti ventrali. Il muso è notevolmente allungato e sottile, la lingua è estensibile e priva di solchi laterali. Le orecchie sono piccole, triangolari, ben separate tra loro e con l'estremità arrotondata. La coda è corta ed inclusa completamente nell'ampio uropatagio, il cui margine libero è a forma di U rovesciata. Il cariotipo è 2n=16 FN=22.

## Biologia

### Comportamento
Si rifugia in grotte, canali di irrigazione e crepacci tra le rocce.

### Alimentazione
Si nutre di polline e nettare dei fiori del Banano.

### Riproduzione
Femmine gravide sono state catturate nel mese di settembre, mentre una in allattamento ad agosto.

## Distribuzione e habitat
Questa specie è conosciuta soltanto negli stati messicani di Jalisco, Colima, Michoacán, Guerrero e Morelos, nella parte sud-occidentale del paese.
Vive nelle boscaglie spinose aride e nelle foreste decidue costiere fino a 1.700 metri di altitudine.

## Conservazione
La IUCN Red List, considerato che la popolazione è composta probabilmente da meno di 10.000 individui adulti e che sia diminuita di almeno il 10% negli ultimi 10 anni , classifica M.harrisoni come specie vulnerabile (VU).